# Sabahphrynus maculatus
Sabahphrynus maculatus är en groddjursart som först beskrevs av François Mocquard 1890.  Sabahphrynus maculatus ingår i släktet Sabahphrynus och familjen paddor. Inga underarter finns listade i Catalogue of Life.